# Reial ordre reservada
La Reial ordre reservada era un document alegal pel qual un monarca espanyol ordenava saltar-se els procediments judicials ordinaris i actuar directament sobre una persona. Aquesta quedava desproveïda de cap dret i en uns llimbs legals. Sense que se li obrís procés, se li prengués declaració o se'l jutgés, podia ser empresonat o assassinat sense saber ni tan sols quina era l'acusació. Va ser un dels procediments més característics de la forma de govern denominada Absolutisme o Despotisme i ha estat també utilitzada per les dictadures i alguns serveis secrets de governs democràtics (per exemple, la Patriot Act o l'anomenat terrorisme d'estat).
A l'estat absolutista francès dels segles XVI al XVIII el document equivalent era l'anomenada lettre de cachet. Segons l'abat Augustin Barruel:
«L'únic vici real que podia objectar-se al govern francès considerat en si mateix i el que només feia pensar en despotisme i arbitrarietat era l'ús de les ordres reservades del rei (lettres de cachet); ordres certament il·legals i que cap veritable llei podia autoritzar en un govern civil, ja que per aquestes ordres perdia un ciutadà la seva llibertat sense ser escoltat, ni jutjat legalment. No vull excusar aquest abús dient, el que és molt cert, que el ciutadà i el plebeu no hi estaven exposats, que normalment no requeien sinó sobre els intrigants que envoltaven la cort o sobre els escriptors sediciosos o sobre l'alta magistratura en les seves diferències amb els ministres, però diré que l'origen i la conservació d'aquestes ordres reservades no és el que es creu comunament un efecte del despotisme dels reis. La seva veritable causa estava en el caràcter moral i opinió dels mateixos francesos […] l'ús de les quals sol·licitaven ells mateixos. En efecte, a França era tal l'opinió o la manera de pensar de les famílies, fins i tot les menys distingides, que es tenien per deshonrades quan se'ls castigava algun fill, germà o parent proper de manera pública i legal. Això originava que, per evitar aquest judici legal, els parents demanaven al rei que manés tancar un mal vassall la mala conducta del qual requeia sobre la família, com ara un dissipador que l'arruïnava, un delinqüent que la infamava o l'exposava a una infàmia, exposant-se ell a ser jutjat i castigat públicament pels tribunals. Si hi havia esperança d'esmena, l'ordre era correccional i per a un temps limitat; però, si el crim era greu i veritablement infamatori, el delinqüent quedava condemnat a tancament perpetu. No cal pensar que es donessin aquestes ordres reservades per una simple demanda i sense cap informació. Habitualmente, després de presentar la demanda al rei, aquest la remetia a l'intendent de la província el qual l'enviava a un subdelegat perquè s'informés dels parents, sentís els testimonis i formés un procés verbal de les seves deposicions. Sobre aquests informes que s'enviaven als ministres, es concedia o negava l'ordre reservada. Encara que aquestes ordres reservades no comprenguessin generalment el pople, no obstant això no sempre refusava el rei concedir-les a les classes inferiors...»
Un ús semblant es va donar a Espanya a la Reial ordre reservada, però també per empresonar sense procés dissidents o enemics polítics, o descendents de rebels la mera existència dels quals era perillosa, com per exemple Tupac Amaru durant el regnat de Carles III.